# Pectiniunguis
Pectiniunguis is een geslacht van duizendpoten uit de familie Schendylidae.
Duizendpoten uit dit geslacht hebben een lengte tussen 16 en 60 millimeter, en hebben 35 tot 69 paren poten. Ze komen voor in de tropische en subtropische regio's van Amerika, Fiji en West-Afrika.
Het geslacht werd voor het eerst beschreven in 1889 door Charles Harvey Bollman.

## Soorten
- Pectiniunguis aequatorialis (Pereira, 2018)
- Pectiniunguis albemarlensis (Chamberlin, 1914)
- Pectiniunguis americanus (Bollman, 1889)
- Pectiniunguis amphibius (Chamberlin, 1923)
- Pectiniunguis argentinensis (Pereira & Coscarón, 1975)
- Pectiniunguis ascendens (Pereira, Minelli & Barbieri, 1994)
- Pectiniunguis bolbonyx (Brölemann & Ribaut, 1912)
- Pectiniunguis bollmani Pereira, Minelli & Foddai, 1999
- Pectiniunguis catalinensis Chamberlin, 1941
- Pectiniunguis chazaliei  (Brölemann, 1900)
- Pectiniunguis ducalis Pereira, Minelli & Barbieri, 1995
- Pectiniunguis fijiensis (Chamberlin, 1920)
- Pectiniunguis gaigei (Chamberlin, 1921)
- Pectiniunguis geayi (Brölemann & Ribaut, 1911)
- Pectiniunguis halirrhytus Crabill, 1959
- Pectiniunguis imperfossus (Brölemann, 1902)
- Pectiniunguis insulanus Brölemann & Ribaut, 1911
- Pectiniunguis krausi Shear & Peck, 1992
- Pectiniunguis minutus (Demange, 1968)
- Pectiniunguis nesiotes Chamberlin, 1923
- Pectiniunguis pauperatus Silvestri, 1907
- Pectiniunguis pectinatus (Attems, 1934)
- Pectiniunguis plusiodontus Attems, 1903
- Pectiniunguis roigi Pereira, Foddai & Minelli, 2001